# Jordi Ramón
Jordi Ramón Ferragut (Sóller, 9 luglio 1999) è un pallavolista spagnolo, schiacciatore della Trentino.

## Carriera

### Club
La carriera di Jordi Ramón inizia nella stagione 2013-14 nel Palencia, club militante nella Superliga 2 de Voleibol Masculina spagnola, a cui resta legato per cinque annate; esordisce nella Superliga de Voleibol Masculina nella stagione 2018-19 quando viene ingaggiato dal Palma: milita nella stessa divisione anche nell'annata successiva vestendo la maglia del Teruel, con cui si aggiudica la Coppa del Re 2019-20 e due Supercoppe spagnole.
Per il campionato 2021-22 si accasa all'Herrsching, nella 1. Bundesliga tedesca, mentre in quello successivo è al Narbonne, nella Ligue A francese. Nella stagione 2023-24 si trasferisce in Italia accasandosi al Cisterna, in Superlega, categoria dove gioca anche nell'annata 2025-26 difendendo i colori della Trentino.

### Nazionale
Tra il 2014 e il 2017 è convocato nella selezione spagnola under 19, con cui vince il bronzo al campionato WEVZA 2014, mentre tra il 2016 e il 2017 è in quella under 20.
Nel 2019 ottiene le prime convocazioni nella nazionale spagnola, aggiudicandosi l'argento nel 2022 ai XIX Giochi del Mediterraneo.

## Palmarès

### Club
- Coppa del Re: 1

2019-20
- Supercoppa spagnola: 2

2020, 2021

### Nazionale (competizioni minori)
- Campionato WEVZA under 19 2014
- Giochi del Mediterraneo